# Локомотив (Лом)
Локомотив е несъществуващ български футболен отбор от град Лом.
Основан е като Железничарски спортен клуб /ЖСК/ на 25 декември 1935 г.
През 1956 г. постига върховото си класиране, когато печели първенството на Северозападната "Б" група. Като първенец същата година Локомотив (Лом) участва в квалификационен турнир за попълване на "А" група с победителите в първенствата на останалие шест "Б" групи, но остава на последното място и не влиза в елита.